# Indicele de calitate a aerului
Indicele de calitate a aerului (AQI) este un indicator dezvoltat de agențiile guvernamentale pentru a comunica publicului cât de poluat este aerul în momentul actual sau cât de poluat se preconizează că va deveni. Pe măsură ce nivelurile de poluare a aerului cresc, crește și AQI, împreună cu riscul asociat pentru sănătatea publică. Copiii, persoanele în vârstă și persoanele cu probleme respiratorii sau cardiovasculare sunt de obicei primele grupuri afectate de calitatea slabă a aerului. Atunci când AQI este ridicat, guvernele încurajează în general oamenii să reducă activitatea fizică în aer liber sau chiar să evite să iasă cu totul. Atunci când incendiile au ca rezultat un AQI ridicat, este încurajată și utilizarea măștilor, cum ar fi respiratoarele N95 în aer liber și purificatoarele de aer care încorporează filtre HEPA în interior.